# Ernst Ahl
Christoph Gustav Ernst Ahl (1 tháng 9 năm 1898 – 1943?) là một nhà động vật học người Đức, sinh tại Berlin.
Năm 1921 ông nhận bằng tiến sĩ tại Đại học Friedrich Wilhelm với luận án "Zur Kenntnis der Knochenfischfamilie Chaetodontidae insbesondere der Unterfamilie Chaetodontinae" (Kiến thức về họ cá xương Chaetodontidae, cụ thể là về phân họ Chaetodontinae).
Từ năm 1921 đến năm 1941 ông làm việc tại Museum für Naturkunde (Bảo tàng lịch sử tự nhiên, Berlin) và là phụ trách bộ phận ngư học và bò sát học. Ông cũng là chủ biên tạp chí Das Aquarium từ năm 1927 đến năm 1934. Đảng viên Đảng Quốc xã. Ngày 27 tháng 8 năm 1939 gia nhập Wehrmacht và sau đó bị thương tại Ba Lan. Sau khi phục hồi sức khỏe có tham gia các chiến dịch quân sự tại Bắc Phi và Nam Tư rồi mất tích tại đó.
Ông là người thực hiện một trong những nghiên cứu đầu tiên về loài nhông râu miền trung (central bearded dragon, Amphibolurus vitticeps) và xác định nó thuộc về chi nào.
Ahl cũng được vinh danh trong tên khoa học của 2 loài thằn lằn: Anolis ahli và Emoia ahli.